# 王朝瑬
王朝鎏（1482年—16世纪？），字仲冕，陝西西安府同州朝邑縣人，軍籍，明朝政治人物。

## 生平
正德十一年（1516年）丙子科陝西鄉試第五十三名，正德十二年（1517年），聯捷丁丑科會試第三百九名，第三甲第二百零三名進士。工部观政，授顺天府三河县知县，调鹿邑，值沈丘盗起，守城有功，升知宿州，卒。

## 家族
曾祖父王聚，曾任稅課局大使；祖父王斌，曾任典史 贈戶部主事；父親王巹，曾任前戶部郎中。母上氏（封安人）；繼母張氏。慈侍下。兄朝璽（监生）、朝雍（贡士）。弟朝明、朝弼、朝璋。
王朝雍，字仲和，朝邑人。正徳丁夘举人，任严州推官，决狱公允。署篆淳安，桐庐人有舆颂録。升知泽州，青羊贼起，朝雍陷其中，贼不忍害，叩头送出，因熟其险阻，告当道，按地进兵，贼遂平。厯升山西佥事。著有《友山浪谈》一卷、《闲懒子》一卷、《燕石稿》二卷。